# 萨阿拉-德洛斯阿图内斯
萨阿拉-德洛斯阿图内斯（西班牙語：Zahara de los Atunes），是西班牙安达卢西亚自治区加的斯省巴尔瓦特市的一个村庄。

## 图集

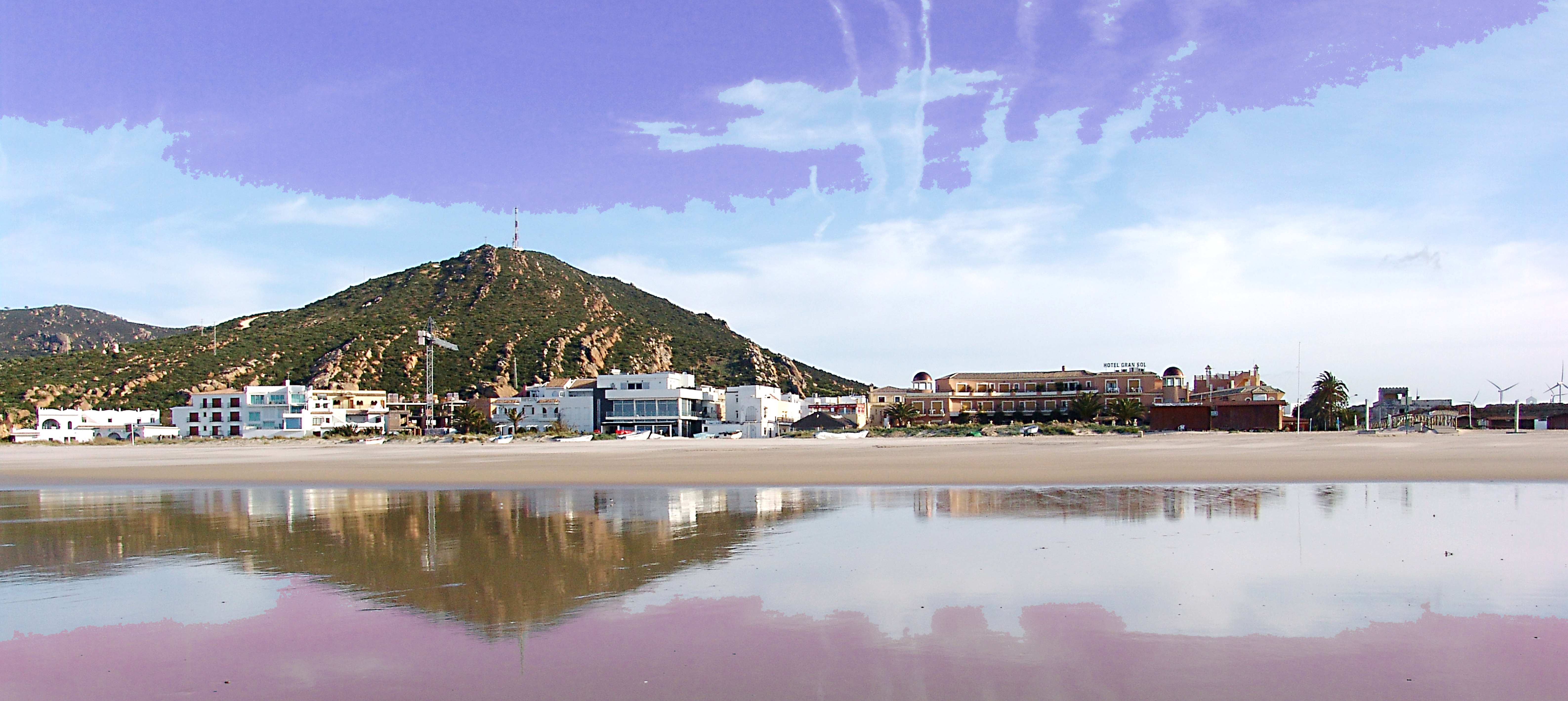
全景
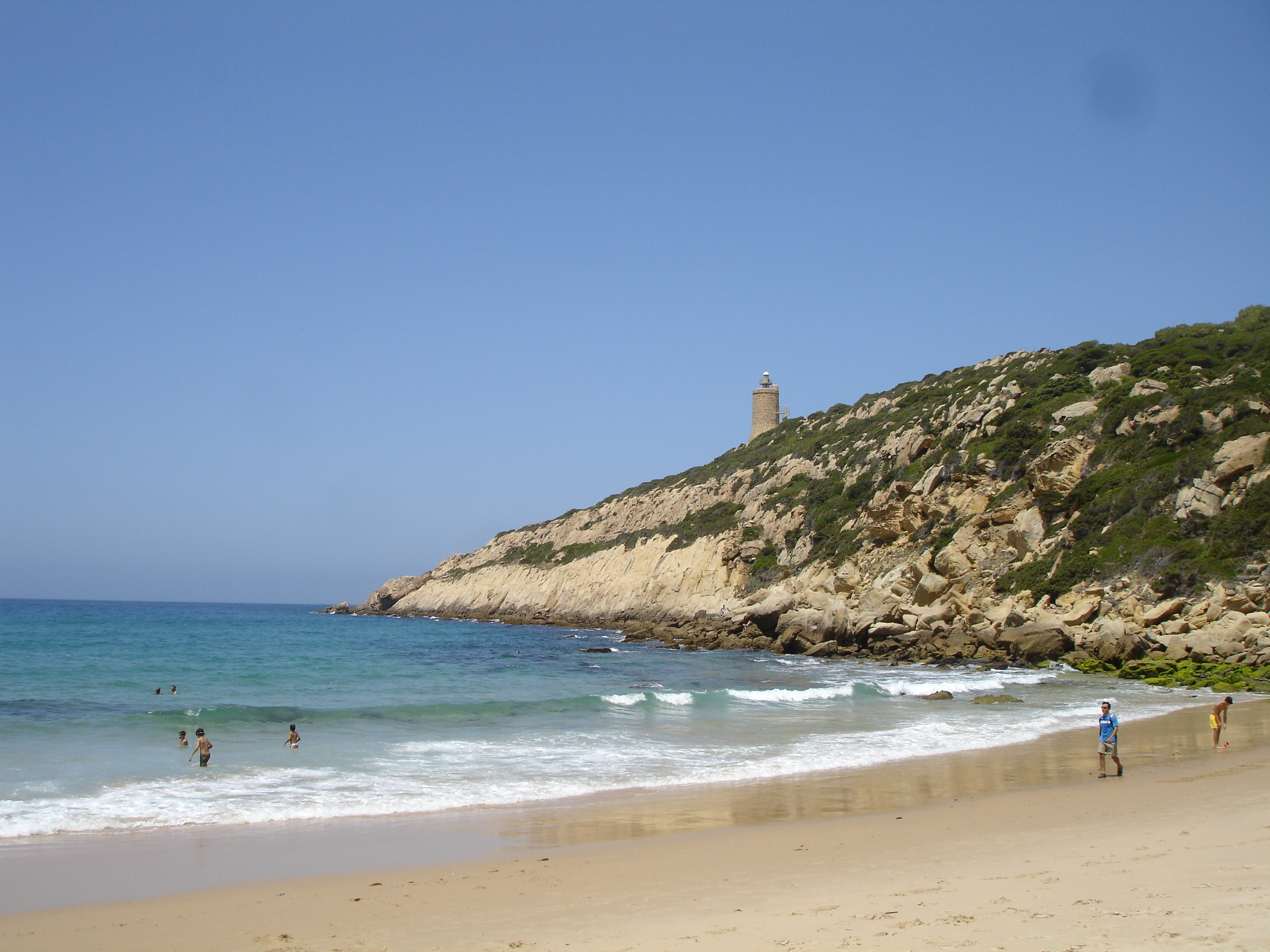
海滩